# Область Сибирских Киргизов
О́бласть Сиби́рских Кирги́зов (Казахов) — административно-территориальная единица Российской империи, существовавшая в 1854—1868 годах.
Административный центр — город Омск.

## История
Область образована Высочайшим утверждением 19 мая 1854 года.
В именном указе, данным Сенату 19 мая 1854 года, было сказано:
По обширности Киргизской степи Сибирского ведомства, признав полезным изменить порядок её управления с целью развить в оном крае внутреннюю промышленность и доставить средства Сибирским Киргизам левого фланга, живущим в отдалении от нынешнего главного их местного начальства, получать скорейшее разрешение по своим просьбам и жалобам, Мы, согласно представлению Генерал-Губернатора Западной Сибири, рассмотренному в Министерствах по принадлежности, и положению Сибирского Комитета, повелеваем: ... с отделением левого фланга степи, правый фланг оной, состоящий из остальных пяти округов, оставить под нынешним управлением, переименовав оный в Область Сибирских Киргизов. Затем Пограничного Начальника Сибирских Киргизов именовать впредь Военным Губернатором области Сибирских Киргизов, а Пограничное Управление - Областным Правлением Сибирских Киргизов.
В состав области вошли Кокчетавский, Кушмурунский, Акмолинский, Баянаульский и Каркаралинский округа, населенные киргизами Среднего жуза.
Указом от 12 апреля 1859 года был упразднён Куш-Мурунский округ со включением его волостей в Кокчетавский и образован Атбасарский округ.
Область Сибирских киргизов была ликвидирована Именным указом, данным Сенату 21 октября 1868 года № 46380 «О преобразовании управления Киргизскими степями Оренбургского и Сибирского ведомств и Уральским и Сибирским казачьими войсками».
Для устранения затруднений и неудобств в управлении Киргизскими степями Оренбургского и Сибирского ведомств, равно как и Уральским и Сибирским казачьими войсками, повелеваем: Из областей Оренбургских и Сибирских Киргизов и Семипалатинской, в настоящем их составе, и земель Уральского и Сибирского казачьих войск образовать 4 области: Уральскую, Тургайскую, Акмолинскую и Семипалатинскую...
Территория разделена на Акмолинскую и Семипалатинскую области. До открытия 1 января 1869 года Акмолинской области город Омск временно был причислен к Тобольской губернии.

## Административное деление
Областной центр город Омск не входил в состав области, являясь самостоятельной административной единицей, находящейся на территории Тобольской губернии.
| № | Округ           | Центр                  | Площадь, вёрст² | Население (1858), чел. |
| - | --------------- | ---------------------- | --------------- | ---------------------- |
| 1 | Акмолинский     | город Акмолинск        | 330 126,0       | 73 774                 |
| 2 | Баян-Аульский   | станица Баян-Аульская  | 57 663,0        | 37 488                 |
| 3 | Кар-Каралинский | станица Каркаралинская | 135 320,0       | 58 828                 |
| 4 | Кокчетавский    | город Кокчетав         | 142 156,0       | 73 174                 |
| 5 | Куш-Мурунский   | станица Куш-Мурунская  | 38 446,0        | 18 562                 |

## Символика
Область Сибирских киргизов не имела утверждённого герба.
Известен проект герба для этой области — в красном поле щита положенные накрест казачьи пики, поверх которых голова коня. В 1868 году данная концепция герба будет использована для герба Тургайской области.
- Неутверждённый герб области Сибирских киргизов

## Руководство области

### Военные губернаторы
| Ф. И. О.                        | Титул, чин, звание             | Время замещения должности |
| ------------------------------- | ------------------------------ | ------------------------- |
| Густав Карлович фон Фридрихс II | барон генерал-лейтенант, и. д. | 31.07.1854—22.01.1858     |
| Фёдор Андреевич Панов           | генерал-лейтенант              | 09.03.1858—29.11.1866     |
| Николай Андреевич Окольничий    | генерал-майор                  | 27.03.1866—2.01.1869      |

## Известные уроженцы и жители
- Анненский, Иннокентий Фёдорович
- Врубель, Михаил Александрович
- Гейде, Вильгельм Карлович